# Mika Häkkinen
Mika Pauli Häkkinen [ˈmikɑ hækːinɛn] ⓘ (* 28. September 1968 in Vantaa) ist ein ehemaliger finnischer Automobilrennfahrer. Er startete zwischen 1991 und 2001 zu 161 Grand-Prix-Rennen in der höchsten Motorsportklasse Formel 1 und gewann in dieser Zeit zweimal die Weltmeisterschaft. Nach dreijähriger Pause hatte Häkkinen 2005 als Fahrer der DTM ein Comeback für Mercedes-Benz gegeben, bevor er Ende 2007 endgültig in den Ruhestand trat.
In der Formel 1 ist Häkkinen neben seinem langjährigen Rivalen Michael Schumacher der erfolgreichste Pilot der späten 1990er Jahre. Seine in der Öffentlichkeit als zurückhaltend, stets bescheiden und freundlich empfundene Art macht ihn vor allem in Deutschland zu einem der bis heute beliebtesten Motorsportler.

## Sportliche Laufbahn

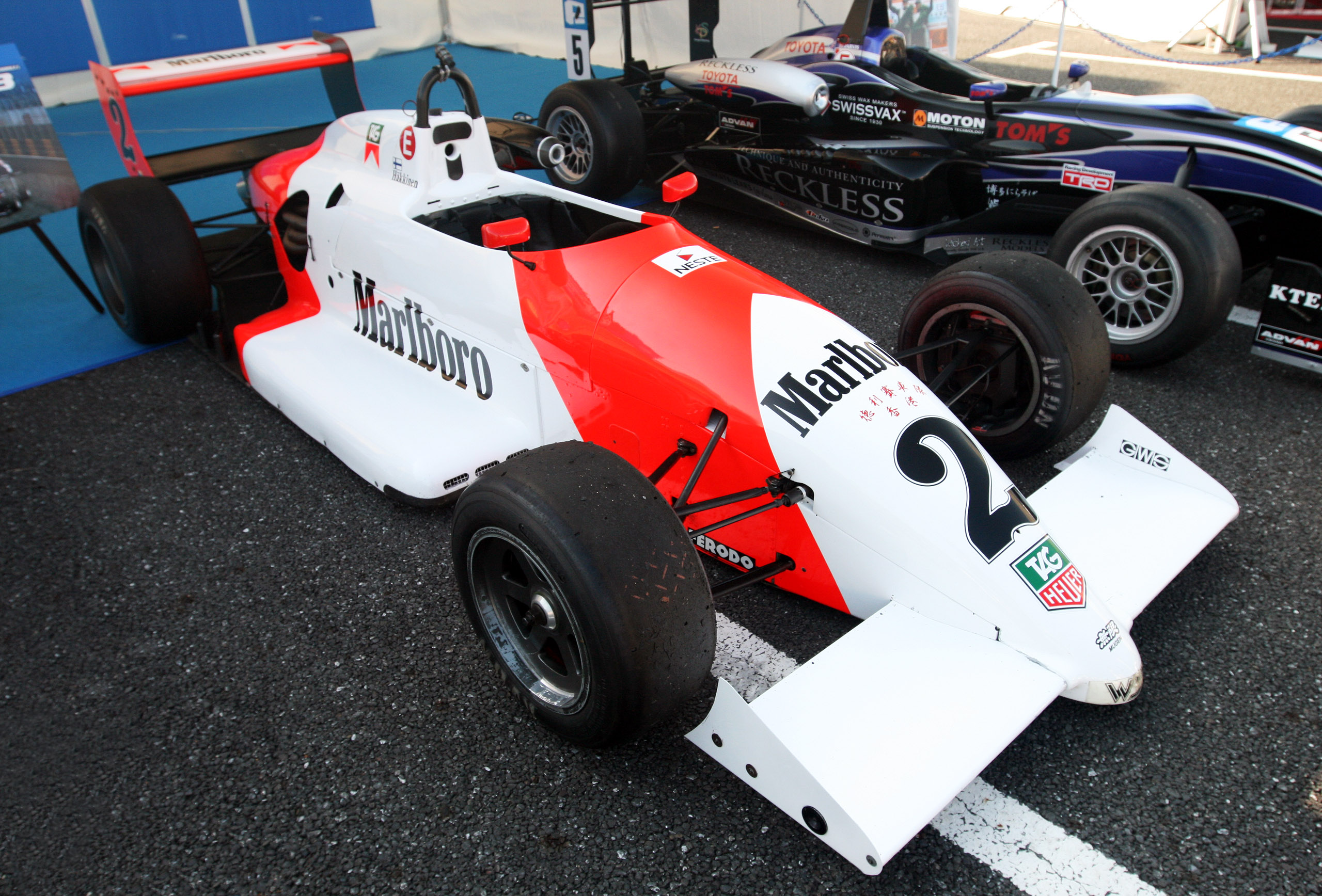
Replika von Häkkinens Formel-3-Wagen aus dem Jahr 1990

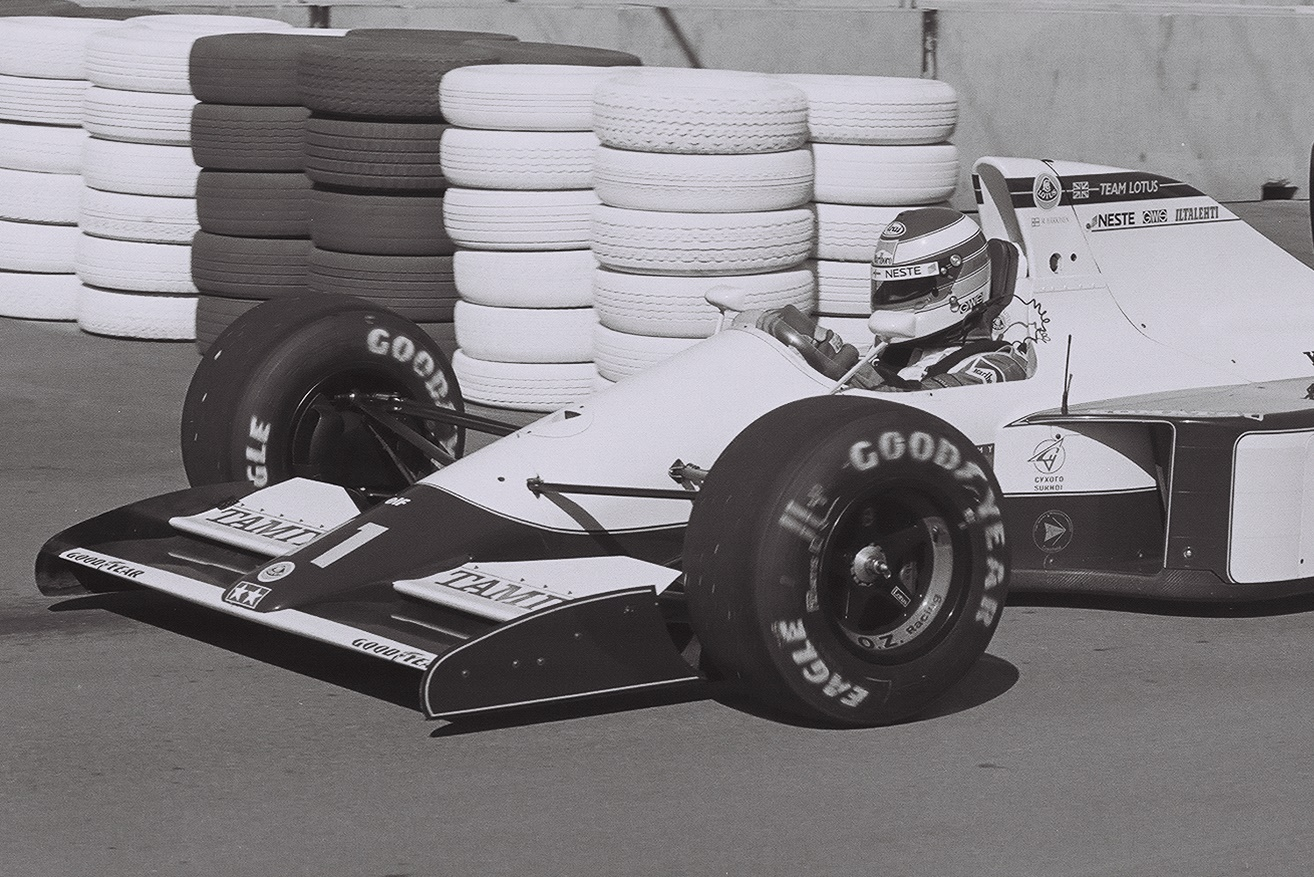
Häkkinen beim US-GP '91 im Lotus 102B

### Anfänge im Motorsport
Mika Häkkinen startete seine Rennkarriere 1973 als Fünfjähriger im Kart. Zwei Jahre später gewann er sein erstes Rennen. Seit er elf Jahre alt war, entschied er fast sämtliche Kart-Meisterschaften, an denen er teilnahm, für sich. 1987 wechselte Häkkinen in die Monoposto-Nachwuchsserie Formel Ford 1600, in der er in seinem ersten Jahr drei Titel gewann: den der Finnish, Swedish und Nordic Formula Ford 1600 Championship. Im folgenden Jahr gewann er die Formula Opel Euroseries, bevor er 1989 in die Britische Formel 3 wechselte. In seiner ersten Saison belegte Häkkinen Rang sieben im Endklassement. 1990 sicherte er sich auch in dieser Kategorie den Titel. Beim internationalen Formel-3-Rennen desselben Jahres in Macao traf er zum ersten Mal auf seinen späteren Rivalen Michael Schumacher, den deutschen Formel-3-Meister. Die beiden dominierten das Geschehen auf der Strecke, bis Häkkinen kurz vor Schluss im Kampf um den Sieg durch einen Unfall mit Schumacher ausschied. Seine Leistungen brachten ihm aber in der Folge ein Vertragsangebot des Formel-1-Teams Lotus ein, das Häkkinen ohne Zögern annahm.

### Formel 1

#### Lotus (1991–1992)
In seinem Debütrennen in der Formel 1 beim Großen Preis der USA 1991 auf dem Phoenix Street Circuit in Phoenix, Arizona, fiel Häkkinen mit Motorschaden an seinem Lotus-Judd aus. In vierzehn weiteren Rennen konnte er zwei WM-Punkte erringen und belegte damit den 15. Rang in der Weltmeisterschaft. Für die folgende Saison wechselte sein Team auf stärkere Ford-Motoren. Häkkinen gewann damit elf Punkte und erreichte damit zu Saisonschluss Platz acht. Da ihm sein Manager, Ex-Formel-1-Weltmeister und Landsmann Keke Rosberg, davon abriet, eine weitere Saison im unterfinanzierten Lotus-Team zu fahren, wechselte Häkkinen als Testfahrer zu McLaren, wo er sich Chancen auf ein künftiges Engagement als Stammpilot erhoffte.

#### McLaren (1993–2001)
Nach zahlreichen Testkilometern und zwei Gastauftritten im Porsche Supercup, die er gewann, ersetzte er ab dem Grand Prix von Portugal 1993 den US-Amerikaner Michael Andretti und fuhr gleich im ersten Qualifying schneller als sein Teamkollege Ayrton Senna. Auf die verdutzte Frage des dreifachen Weltmeisters, wie um Himmels willen Häkkinen so schnell fahren könne, habe dieser angeblich geantwortet: „Balls, Ayrton, balls!“. In seinem dritten Rennen für McLaren, dem Großen Preis von Japan in Suzuka fuhr Häkkinen auf Platz 3. Senna verließ das Team und Häkkinen stieg zur Hoffnung des britischen Rennstalls auf.

##### Zähe Aufbauarbeit und schwerer Unfall

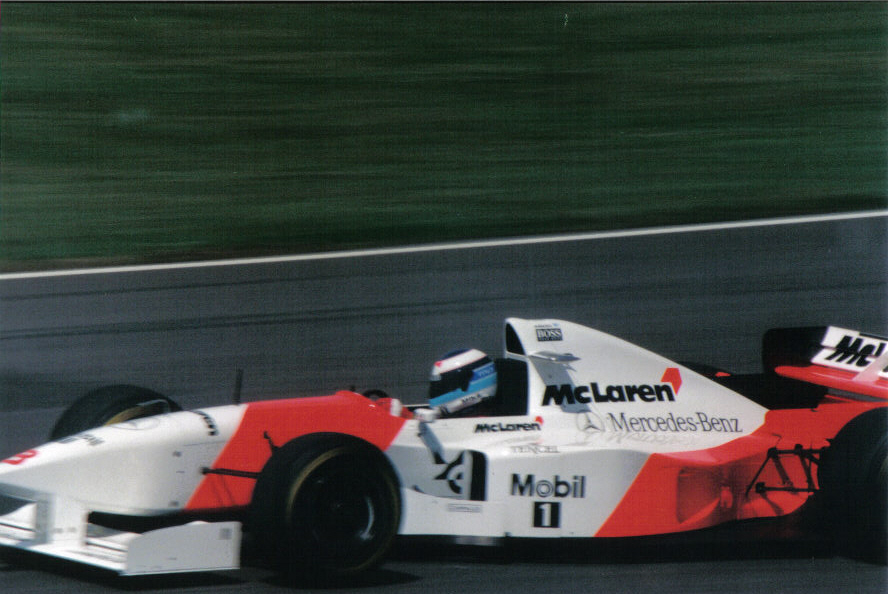
Erster McLaren-Mercedes: Häkkinens Einsatzwagen des Jahres 1995

Sennas Abgang leitete zunächst ein Tief ein, denn der Wechsel auf die kraftvollen, aber viel zu schweren und anfälligen Peugeot-Triebwerke für die Saison 1994 erwies sich als Fehlgriff – auch wenn Häkkinen damit einige Podestplatzierungen und den vierten WM-Rang herausfuhr. Da Siege weit entfernt waren, sah sich Teamchef Ron Dennis gezwungen, den Motorenpartner erneut zu wechseln. Die sogenannte „Elefantenhochzeit“ mit Mercedes-Benz war die Folge.
McLaren schaffte es jedoch in den Jahren 1995 und 1996 nicht, ein konkurrenzfähiges Chassis zu den leistungsstarken Mercedes-Aggregaten zu bauen, und so erzielte Häkkinen höchstens Achtungserfolge wie 1995 die zweiten Plätze bei den Grands Prix von Italien und Japan. Im Training zum letzten Rennen dieser Saison, dem Grand Prix von Australien in Adelaide schlug Häkkinen heftig in die Reifenstapel ein und erlitt schwere Kopfverletzungen. Es war zu diesem Zeitpunkt nicht klar, ob er je wieder Rennen bestreiten würde.

##### Durchbruch und erste Weltmeisterschaft
1996 kehrte Häkkinen genesen zurück, fuhr wieder für McLaren und erzielte bessere Rundenzeiten als sein Teamkollege David Coulthard. Die Saison 1997 brachte dann den Durchbruch – sowohl für Häkkinen als auch für den McLaren: Häkkinen schaffte beim Saisonfinale, dem Großen Preis von Europa im spanischen Jerez seinen ersten Sieg, nachdem er bereits in den Rennen davor mehrere Male in Führung liegend ausgefallen war.
Durch umfangreiche Reglementänderungen (schmalere Spurweite, Rillenreifen usw.) für die Saison 1998 konnte McLaren die Konkurrenz überholen. Beim Saisonauftakt in Melbourne fuhren Häkkinen und Coulthard auf die ersten beiden Positionen. Häkkinen dominierte weiter die Saison und war auch seinem Teamkollegen überlegen. Konkurrent Ferrari mit Michael Schumacher holte zwar kontinuierlich auf die Silberpfeile auf, konnte aber Häkkinens Titelgewinn nicht mehr vereiteln.

##### Erfolgreiche und gescheiterte Titelverteidigung
Im Jahr 1999 stellte McLaren mit dem MP4/14 erneut das schnellste Auto im Feld. Häkkinen qualifizierte sich damit elf Mal für die Pole-Position. Während er im Vorjahr acht Rennen gewonnen hatte, schaffte er es in dieser Saison nur fünfmal. Sein Titelrivale, Ferrari-Pilot Schumacher, brach sich bei einem Unfall beim Großen Preis von Großbritannien in Silverstone das rechte Schien- und Wadenbein und fiel für sechs Rennen aus. Nun musste sich Häkkinen mit Schumachers Teamkollegen Eddie Irvine messen, der ein Rennen vor Ende der Saison gar mit vier Punkten vor ihm lag. Das Finalrennen im japanischen Suzuka konnte Häkkinen jedoch gewinnen, Irvine wurde Dritter, womit der Finne die Weltmeisterschaft gewann.

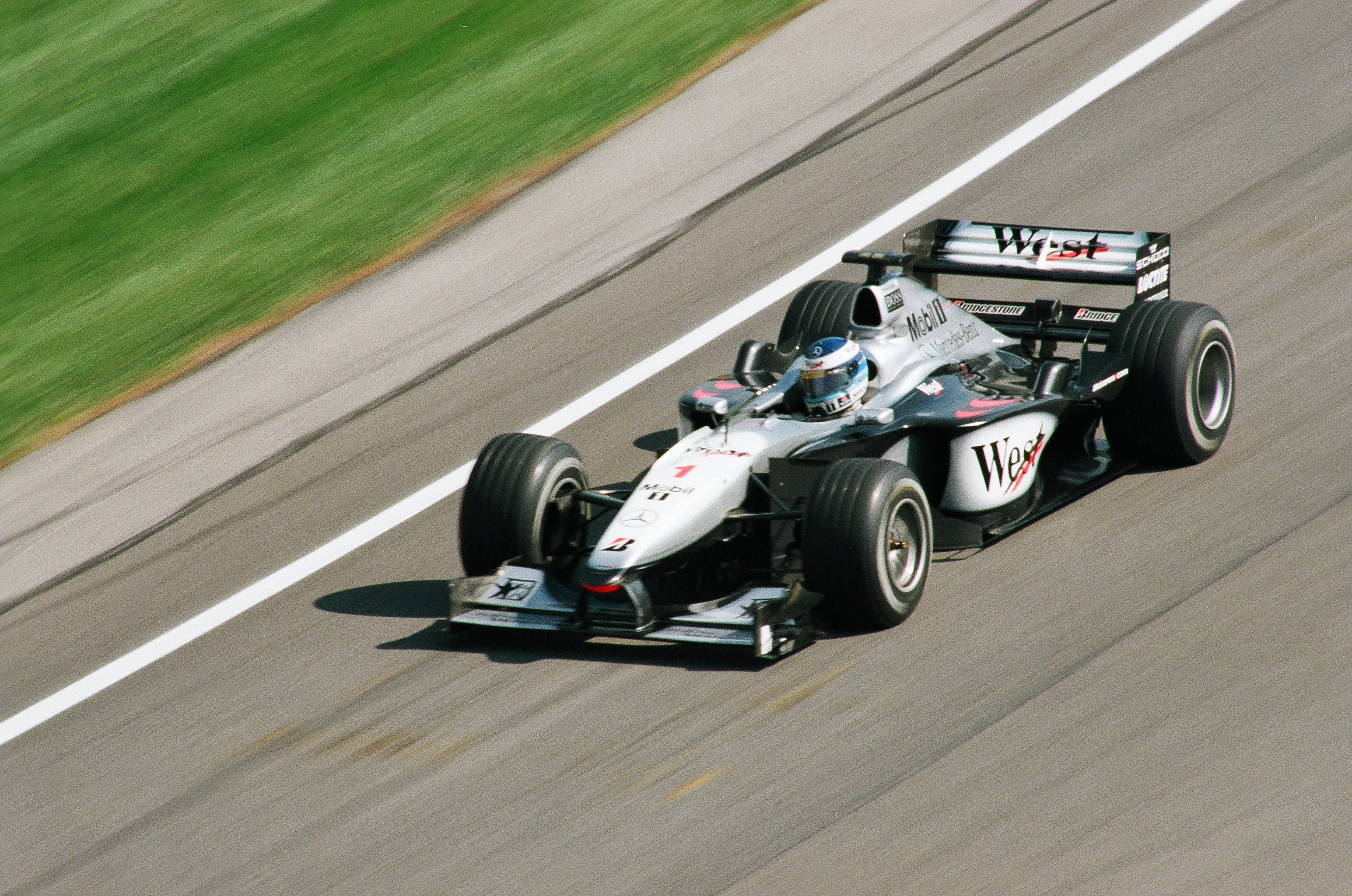
Häkkinen im McLaren MP4-15 beim US-Grand-Prix 2000

In der Saison 2000 wollte Häkkinen wieder um den Titel kämpfen. Diesmal allerdings gegen den genesenen Michael Schumacher. Schumacher hatte den besseren Start in die Saison und gewann die ersten drei Rennen, während Häkkinen lediglich auf den zweiten Platz fuhr. Häkkinen holte zur Saisonmitte auf seinen Rivalen auf. Beim Großen Preis von Ungarn, fünf Rennen vor Schluss, überholte Häkkinen den Ferrari-Fahrer in der WM und schien seinem dritten Titel in Folge entgegenzufahren. Die folgenden drei Rennen gerieten zum offenen Schlagabtausch: Häkkinen siegte erneut in Belgien und baute damit seinen Punktevorsprung aus. In diesem Rennen gelang ihm zudem ein Überholmanöver, das zu den spektakulärsten der Formel 1 gezählt wird, als er den an erster Stelle fahrenden Michael Schumacher und den bereits überrundeten Ricardo Zonta gleichzeitig hinter sich ließ. In Italien siegte Schumacher knapp vor Häkkinen. Beim Großen Preis der USA fiel Häkkinen aus, während Schumacher gewann. Bei nun acht Punkten Rückstand vor dem Rennen in Japan hätte Häkkinen gewinnen müssen, um damit noch vor dem letzten Lauf in Malaysia eine Chance auf die WM zu haben. Schumacher setzte sich jedoch vor seinem Kontrahenten durch und sicherte sich damit die Weltmeisterschaft.

##### Motivationsprobleme und Karriereende
Der McLaren des Jahres 2001, der MP4-16, war der Konkurrenz Ferrari unterlegen. Dazu kamen technisch bedingte Ausfälle, die die Motivation Häkkinens zusehends beeinträchtigten. Um den Grand Prix von Monaco herum (so verriet er später) entschied er sich, seine Formel-1-Karriere zu beenden, wartete mit der öffentlichen Bekanntgabe aber noch bis in den Sommer. Beim spanischen Grand Prix führte er eine Runde vor Schluss mit über 40 Sekunden auf seinen Rivalen Schumacher. Etwa zwei Kilometer vor dem Ziel setzte allerdings die Hydraulik seines McLaren aus und er musste das Auto am Streckenrand abstellen. Das Rennen in Silverstone gewann er. Schließlich gewann er auch noch in Indianapolis den Großen Preis der USA und beendete seine Formel-1-Karriere. Insgesamt fuhr er in 161 Formel-1-Rennen 26 erste Startplätze, 25 schnellste Rennrunden und 20 Grand-Prix-Siege heraus und sammelte 420 WM-Punkte.
Am 29. November 2006 stieg Häkkinen nach fünfjähriger Abstinenz noch mal in einen Formel-1-Wagen: Im Rahmen des Wintertestprogramms stellte ihm sein früheres Team McLaren ein Fahrzeug zur Verfügung. Teamchef Ron Dennis dementierte aber umgehend angebliche Comeback-Pläne seines Ex-Piloten.

### DTM

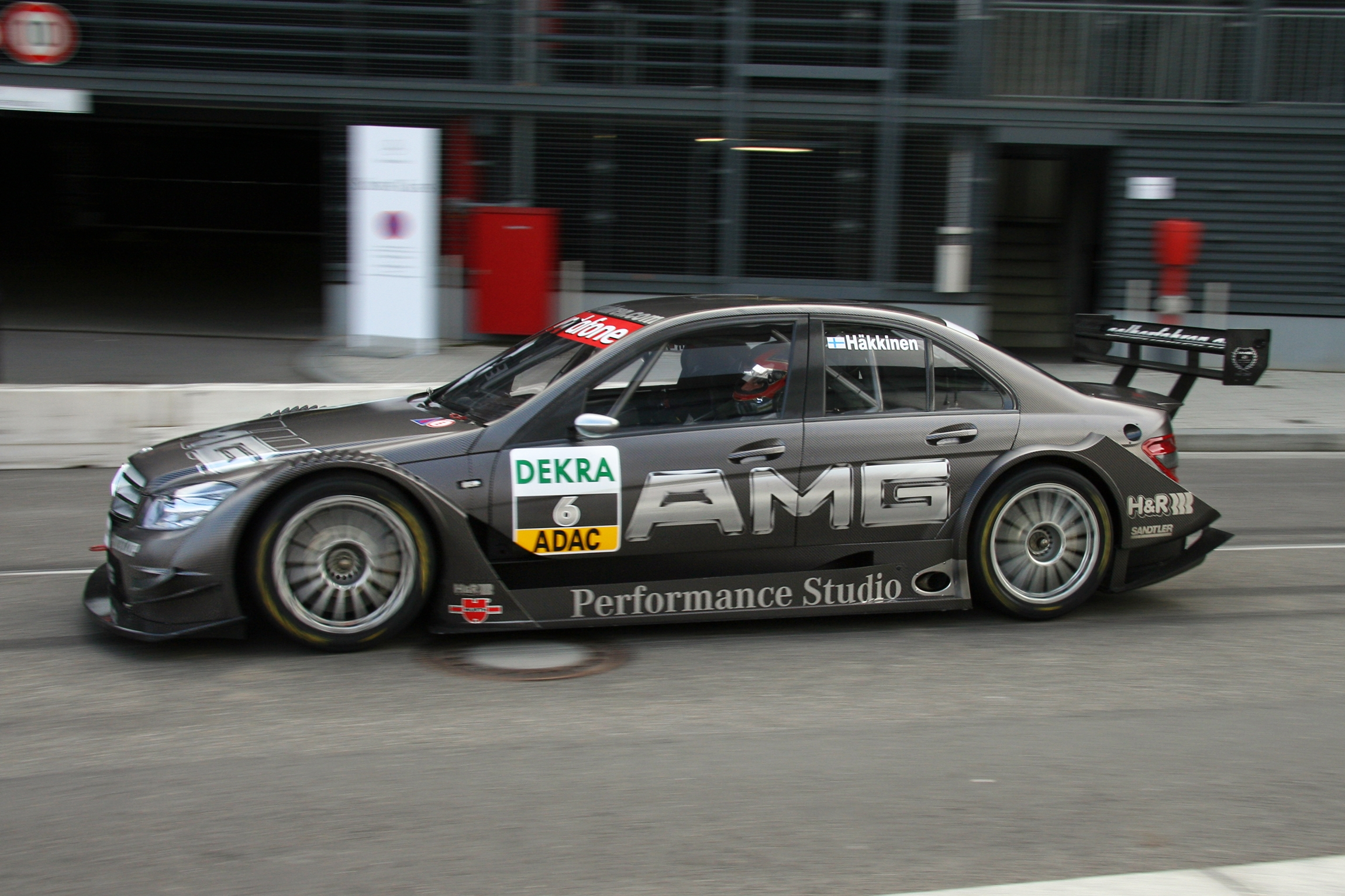
Häkkinen bei Stars and Cars 2007 in Stuttgart

Am 6. November 2004 kündigte Häkkinen nach drei Jahren Rennpause bei der Stars-and-Cars-Veranstaltung im DaimlerChrysler-Werk in Stuttgart seine Teilnahme an der DTM ab der Saison 2005 für Mercedes-Benz an. Bereits in seinem dritten Rennen im belgischen Spa-Francorchamps errang er die Pole-Position und holte sich auch den Sieg. Diese Leistung wiederholte er jedoch in der Folge nicht konstant genug, um sich eine Chance auf die Meisterschaft zu verschaffen. In seinen drei Jahren in dieser Serie gehörte Häkkinen stets zu den Publikumslieblingen und war durchaus konkurrenzfähig. Dennoch setzte er sich letzten Endes nicht durch und gab deshalb am 3. November 2007 – fast genau drei Jahre nach der Ankündigung seines Engagements – den Rücktritt vom aktiven Rennsport bekannt.
Beim DTM-Rennen am 23. September 2007 in Barcelona wurde Häkkinen mit der bis dahin schärfsten Strafe in der Geschichte der Rennserie belegt. Die Rennkommissare werteten sein Manöver gegen den Meisterschaftsaspiranten Martin Tomczyk im Audi als grobe Unsportlichkeit und verhängten eine Geldstrafe in Höhe von 22.000 Euro gegen ihn. Außerdem wurde er für das folgende Rennen in der Startaufstellung um zehn Plätze rückversetzt. Häkkinen äußerte öffentlich, dass er sich ungerecht behandelt fühle und ihm solche Entscheidungen der Rennleitung den Spaß am Rennsport nähmen. In der Presse wurde vermutet, dass der Rücktritt des Ex-Weltmeisters mit diesem Vorfall zusammenhänge.

## Persönliches
Häkkinen war von 1998 bis 2008 mit Erja Honkanen (* 1961), einer ehemaligen finnischen TV-Journalistin, verheiratet. Aus der Ehe stammen zwei Kinder. Am 14. Januar 2017 heiratete er seine langjährige Lebensgefährtin Marketa Kromatova und Mutter seiner drei weiteren Kinder in Rovaniemi. Während seiner aktiven Karriere hatte Häkkinen einige Werbeverträge mit deutschen Unternehmen, unter anderem mit Mercedes-Benz und der Deutschen Telekom. Dabei war auch Häkkinens Frau Erja häufig beteiligt, was sie einem breiteren Publikum in Deutschland bekannt machte. Durch die Werbefilme erntete der Finne in Deutschland viel Sympathie, obwohl sein härtester Konkurrent zu dieser Zeit der Deutsche Michael Schumacher war. Auch Häkkinens Ausstieg aus der Formel 1 verminderte seine Popularität in Deutschland nicht.
Häkkinen trägt seit Beginn seiner Karriere den Spitznamen „Flying Finn“ (fliegender Finne).
In der Folge der britischen Motor-TV-Show Top Gear vom 16. November 2008 führt Häkkinen James May – einen der Moderatoren der Sendung – in die Geheimnisse des Rallye-Sports in Finnland ein. Dabei fährt Häkkinen mit May als Beifahrer zunächst einige Runden auf einer Rennstrecke in einem Mercedes C63 AMG, um anschließend in einem Rallye-Fahrzeug auf Basis eines Mercedes 190 mehrere Kilometer auf Schotter in finnischen Wäldern zurückzulegen.
Mika Häkkinen lebt mit seiner Familie im Schweizer Kanton Thurgau.

## Statistik

### Karrierestationen
| - 1974–1986: Kartsport - 1987: Schwedische Formel Ford Junior (Meister) - 1987: Finnische Formel Ford 1600 (Meister) - 1987: Nordische Formel Ford 1600 (Meister) - 1987: Europäische Formel Ford 1600 (Platz 7) - 1988: Formula Opel Euroseries (Meister) - 1988: Britische Formel Vauxhall (Platz 2) - 1989: Britische Formel 3 (Platz 7) | - 1990: Britische Formel 3 (Meister) - 1990: Deutsche Formel 3 (Platz 14) - 1991: Formel 1 (Platz 16) - 1992: Formel 1 (Platz 8) - 1993: Formel 1 (Platz 15) - 1994: Formel 1 (Platz 4) - 1995: Formel 1 (Platz 7) - 1996: Formel 1 (Platz 5) | - 1997: Formel 1 (Platz 6) - 1998: Formel 1 (Weltmeister) - 1999: Formel 1 (Weltmeister) - 2000: Formel 1 (Platz 2) - 2001: Formel 1 (Platz 5) - 2005: DTM (Platz 5) - 2006: DTM (Platz 6) - 2007: DTM (Platz 8) |

### Statistik in der Formel-1-Weltmeisterschaft

#### Grand-Prix-Siege
| - 1997: Europa (Jerez) - 1998: Australien (Melbourne) - 1998: Brasilien (Interlagos) - 1998: Spanien (Barcelona) - 1998: Monaco (Monte Carlo) - 1998: Österreich (Spielberg) - 1998: Deutschland (Hockenheim) | - 1998: Luxemburg (Nürburg) - 1998: Japan (Suzuka) - 1999: Brasilien (Interlagos) - 1999: Spanien (Barcelona) - 1999: Kanada (Montréal) - 1999: Ungarn (Mogyoród) - 1999: Japan (Suzuka) | - 2000: Spanien (Barcelona) - 2000: Österreich (Spielberg) - 2000: Ungarn (Mogyoród) - 2000: Belgien (Spa-Francorchamps) - 2001: Großbritannien (Silverstone) - 2001: USA (Indianapolis) |

#### Gesamtübersicht
| Saison | Team                      | Chassis                    | Motor            | Rennen | Siege | Zweiter | Dritter | Poles | schn. Rennrunden | Punkte | WM-Pos. |
| ------ | ------------------------- | -------------------------- | ---------------- | ------ | ----- | ------- | ------- | ----- | ---------------- | ------ | ------- |
| 1991   | Team Lotus                | Lotus 102B                 | Judd 3.5 V8      | 15     | −     | −       | −       | −     | −                | 2      | 16.     |
| 1992   | Team Lotus                | Lotus 102D / 107           | Ford 3.5 V8      | 15     | −     | −       | −       | −     | −                | 11     | 8.      |
| 1993   | Marlboro McLaren          | McLaren MP4/8              | Ford 3.5 V8      | 3      | −     | −       | 1       | −     | −                | 4      | 15.     |
| 1994   | Marlboro McLaren Peugeot  | McLaren MP4/9              | Peugeot 3.5 V10  | 15     | −     | 1       | 5       | −     | −                | 26     | 4.      |
| 1995   | Marlboro McLaren Mercedes | McLaren MP4/10 / 10B / 10C | Mercedes 3.0 V10 | 15     | −     | 2       | −       | −     | −                | 17     | 7.      |
| 1996   | Marlboro McLaren Mercedes | McLaren MP4/11             | Mercedes 3.0 V10 | 16     | −     | −       | 4       | −     | −                | 31     | 5.      |
| 1997   | West McLaren Mercedes     | McLaren MP4/12             | Mercedes 3.0 V10 | 17     | 1     | −       | 2       | 1     | 1                | 27     | 6.      |
| 1998   | West McLaren Mercedes     | McLaren MP4/13             | Mercedes 3.0 V10 | 16     | 8     | 2       | 1       | 9     | 6                | 100    | 1.      |
| 1999   | West McLaren Mercedes     | McLaren MP4/14             | Mercedes 3.0 V10 | 16     | 5     | 2       | 3       | 11    | 6                | 76     | 1.      |
| 2000   | West McLaren Mercedes     | McLaren MP4/15             | Mercedes 3.0 V10 | 17     | 4     | 7       | −       | 5     | 9                | 89     | 2.      |
| 2001   | West McLaren Mercedes     | McLaren MP4-16             | Mercedes 3.0 V10 | 16     | 2     | −       | 1       | −     | 3                | 37     | 5.      |
| Gesamt | Gesamt                    | Gesamt                     | Gesamt           | 161    | 20    | 14      | 17      | 26    | 25               | 420    |         |

#### Einzelergebnisse
| Saison | 1   | 2   | 3   | 4   | 5   | 6   | 7   | 8   | 9   | 10  | 11  | 12  | 13  | 14  | 15  | 16  | 17 |
| ------ | --- | --- | --- | --- | --- | --- | --- | --- | --- | --- | --- | --- | --- | --- | --- | --- | -- |
| 1991   |     |     |     |     |     |     |     |     |     |     |     |     |     |     |     |     |    |
| DNF    | 9   | 5   | DNF | DNF | 9   | DNQ | 12  | DNF | 14  | DNF | 14  | 14  | DNF | DNF | 19  |     |    |
| 1992   |     |     |     |     |     |     |     |     |     |     |     |     |     |     |     |     |    |
| 9      | 6   | 10  | DNF | DNQ | DNF | DNF | 4   | 6   | DNF | 4   | 6   | DNF | 5   | DNF | 7   |     |    |
| 1993   |     |     |     |     |     |     |     |     |     |     |     |     |     |     |     |     |    |
|        |     |     |     |     |     |     |     |     |     |     |     |     | DNF | 3   | DNF |     |    |
| 1994   |     |     |     |     |     |     |     |     |     |     |     |     |     |     |     |     |    |
| DNF    | DNF | 3   | DNF | DNF | DNF | DNF | 3   | DNF | EX  | 2   | 3   | 3   | 3   | 7   | 12* |     |    |
| 1995   |     |     |     |     |     |     |     |     |     |     |     |     |     |     |     |     |    |
| 4      | DNF | 5   | DNF | DNF | DNF | 7   | DNF | DNF | DNF | DNF | 2   | DNF | 8   | INJ | 2   | DNS |    |
| 1996   |     |     |     |     |     |     |     |     |     |     |     |     |     |     |     |     |    |
| 5      | 4   | DNF | 8   | 8*  | 6*  | 5   | 5   | 5   | 3   | DNF | 4   | 3   | 3   | DNF | 3   |     |    |
| 1997   |     |     |     |     |     |     |     |     |     |     |     |     |     |     |     |     |    |
| 3      | 4   | 5   | 6   | DNF | 7   | DNF | DNF | DNF | 3   | DNF | DSQ | 9   | DNF | DNF | 4   | 1   |    |
| 1998   |     |     |     |     |     |     |     |     |     |     |     |     |     |     |     |     |    |
| 1      | 1   | 2   | DNF | 1   | 1   | DNF | 3   | 2   | 1   | 1   | 6   | DNF | 4   | 1   | 1   |     |    |
| 1999   |     |     |     |     |     |     |     |     |     |     |     |     |     |     |     |     |    |
| DNF    | 1   | DNF | 3   | 1   | 1   | 2   | DNF | 3   | DNF | 1   | 2   | DNF | 5   | 3   | 1   |     |    |
| 2000   |     |     |     |     |     |     |     |     |     |     |     |     |     |     |     |     |    |
| DNF    | DNF | 2   | 2   | 1   | 2   | 6   | 4   | 2   | 1   | 2   | 1   | 1   | 2   | DNF | 2   | 4   |    |
| 2001   |     |     |     |     |     |     |     |     |     |     |     |     |     |     |     |     |    |
| DNF    | 6   | DNF | 4   | 9*  | DNF | DNF | 3   | 6   | DNS | 1   | DNF | 5   | 4   | DNF | 1   | 4   |    |

| Legende  | Legende            | Legende                                                          |
| Farbe    | Abkürzung          | Bedeutung                                                        |
| -------- | ------------------ | ---------------------------------------------------------------- |
| Gold     | –                  | Sieg                                                             |
| Silber   | –                  | 2. Platz                                                         |
| Bronze   | –                  | 3. Platz                                                         |
| Grün     | –                  | Platzierung in den Punkten                                       |
| Blau     | –                  | Klassifiziert außerhalb der Punkteränge                          |
| Violett  | DNF                | Rennen nicht beendet (did not finish)                            |
| Violett  | NC                 | nicht klassifiziert (not classified)                             |
| Rot      | DNQ                | nicht qualifiziert (did not qualify)                             |
| Rot      | DNPQ               | in Vorqualifikation gescheitert (did not pre-qualify)            |
| Schwarz  | DSQ                | disqualifiziert (disqualified)                                   |
| Weiß     | DNS                | nicht am Start (did not start)                                   |
| Weiß     | WD                 | zurückgezogen (withdrawn)                                        |
| Hellblau | PO                 | nur am Training teilgenommen (practiced only)                    |
| Hellblau | TD                 | Freitags-Testfahrer (test driver)                                |
| ohne     | DNP                | nicht am Training teilgenommen (did not practice)                |
| ohne     | INJ                | verletzt oder krank (injured)                                    |
| ohne     | EX                 | ausgeschlossen (excluded)                                        |
| ohne     | DNA                | nicht erschienen (did not arrive)                                |
| ohne     | C                  | Rennen abgesagt (cancelled)                                      |
| ohne     | keine WM-Teilnahme |                                                                  |
| sonstige | P/fett             | Pole-Position                                                    |
| sonstige | 1/2/3/4/5/6/7/8    | Punktplatzierung im Sprint-/Qualifikationsrennen                 |
| sonstige | SR/kursiv          | Schnellste Rennrunde                                             |
| sonstige | *                  | nicht im Ziel, aufgrund der zurückgelegten Distanz aber gewertet |
| sonstige | ()                 | Streichresultate                                                 |
| sonstige | unterstrichen      | Führender in der Gesamtwertung                                   |

### Statistik in der DTM

#### Siege
| 2005 | Mercedes-Benz | Spa-Francorchamps |
| 2007 | Mercedes-Benz | Lausitz Mugello   |

## Auszeichnungen
- 1998: Europas Sportler des Jahres
- 1998: Finnlands Sportler des Jahres
- 2003: Goldene Kamera